# Косано Канавезе
Коса̀но Канавѐзе (на италиански: Cossano Canavese; на пиемонтски: Cossan, Косан) е село и община в Метрополен град Торино, регион Пиемонт, Северна Италия. Разположено е на 346 m надморска височина. Към1 януари 2020 г. населението на общината е 463 души, от които 25 са чужди граждани.